# František Nosek
Služebník Boží František Nosek (26. dubna 1886 Chrudim – 17. dubna 1935 Praha) byl československý právník, politik, meziválečný ministr a poslanec Národního shromáždění za Československou stranu lidovou.

## Biografie
Po maturitě na chrudimském gymnáziu (roku 1905) vystudoval práva na české univerzitě v Praze, kde získal roku 1910 doktorát. Téhož roku začal pracovat ve službách Zemského finančního ředitelství v Čechách, odkud po vzniku ČSR přešel na ministerstvo financí. Od mládí byl činný v českém katolickém politickém hnutí. Roku 1919 spoluzakladatel ČSL a poté byl jejím místopředsedou. Patřil k jejím nejvýznamnějším politikům.
V roce 1920 zasedal v Revolučním národním shromáždění za Československou stranu lidovou. Mandát získal až na 103. schůzi v lednu 1920. V parlamentních volbách v roce 1920 se pak stal poslancem Národního shromáždění a mandát obhájil v následujících volbách, tedy v parlamentních volbách v roce 1925 i parlamentních volbách v roce 1929. Podle údajů k roku 1929 byl profesí ministrem pošt a telegrafů, bytem v Praze-Karlíně.
Vládní posty zastával v letech 1925–1929. Působil jako Ministr vnitra Československa v druhé vládě Antonína Švehly v letech 1925–1926. V třetí vládě Antonína Švehly a první vládě Františka Udržala v letech 1926–1929 byl ministrem pošt a telegrafů. Ve 30. letech 20. století byl Nosek poražen Bohumilem Staškem v boji o vliv na stranický lidovecký tisk.
Jeho jméno je spojeno s prosazením kongruového zákona (1926), kterým se zvyšovaly platy duchovních. Byl rovněž činný ve Svazu hospodářských družstev a Ústřední lidové záložně. Jeho aktivita zasahovala i do církevní oblasti. Koupil několik pozemků pro výstavbu kostelů v Praze. Jeho zásluhou byl vybudován kostel sv. Anežky a českých patronů v Praze-Spořilově. Byl činný jako františkánský terciář.

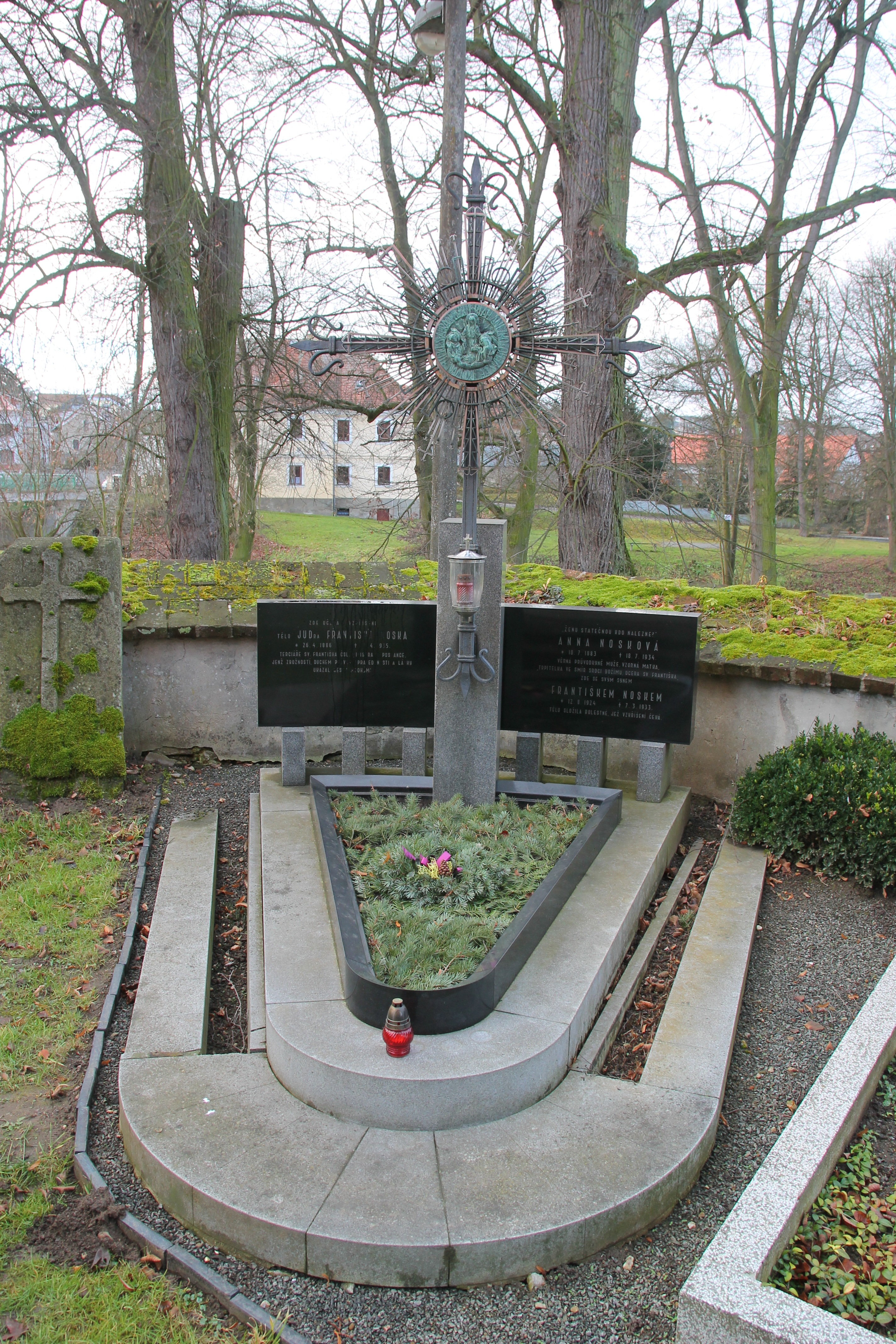
Hrob Františka Noska u kostela sv. Havla v Poříčí

Je pohřben v Poříčí nad Sázavou.